# Isla Stuart (Brasil)
La isla Stuart (en portugués: Ilha Stuart o Ilha dos Stuart) es una isla brasileña situada en el estuario del río Paraíba do Norte, en el municipio de Santa Rita, Paraíba.
Situada a pocos kilómetros de João Pessoa, la capital del estado, viven allí hace más de 50 años alrededor de 15 familias.
La isla fue descubierta por escoceses descontentos con su país, debido a la guerra entre Inglaterra y Escocia que afectó a Isabel I de Inglaterra, y a su prima católica María Estuardo, reina de Escocia y la esposa del rey francés Francisco II. Todos ellos suelen ser confundidos como ingleses, por lo que la isla a veces es llamada "La Isla de los Ingleses". Los escoceses dieron a la isla el nombre de "Stuart" en honor a la dinastía Estuardo.